# Festung Minden

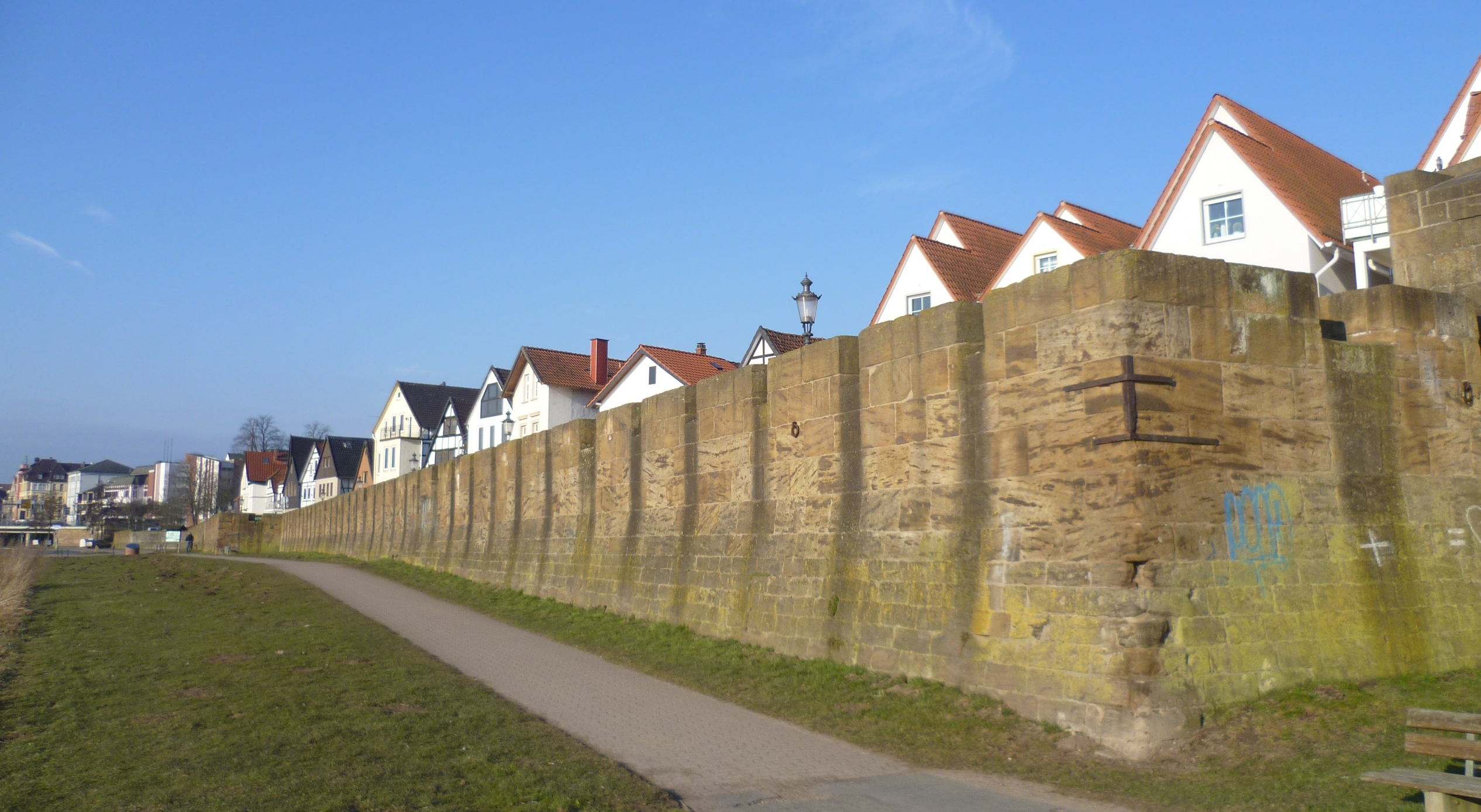
Die Festungsmauer vor der Fischerstadt in Minden

Die Festung Minden war eine Festung in der ostwestfälischen Stadt Minden an der Weser im heutigen Nordrhein-Westfalen. Sie erfüllte einen strategischen Zweck, war mit einer Garnison versehen und konnte aufgrund ihrer Befestigungsanlagen dauerhaft gegen alle Angriffe verteidigt werden. Sie umschloss die strategisch wichtige Stadt Minden an der Weserfurt und am Durchbruchstal der Porta Westfalica sowie das ehemalige Bistum Minden.
Die Festung legte sich ringförmig geschlossen um die Stadt, die nur durch fünf Stadttore betreten werden konnte. Es gab unterschiedliche Ausbaugrade von der mittelalterlichen Stadtmauer bis hin zur preußischen Festung mit Wällen und Befestigungsbauten. Die Festung Minden sollte die Stadt durch die militärischen Bollwerke vor dem Beschuss durch Artillerie schützen sowie mit Hilfe der Festungstore den Zu- und Ausgang kontrollieren.
Die Mindener Festung hatte ein freies Schussfeld rund um die Festungsbauten; im Inneren der Stadt befanden sich viele Militärbauten. 
Als Folge des Wiener Kongresses 1814/15 konnte Preußen mit der Rheinprovinz und der Provinz Westfalen sein Staatsgebiet erheblich vergrößern. König Friedrich Wilhelm III. erließ die Order, die großen Städte und auch Minden neu zu befestigen. Es wurde also eine militärische Außenverteidigung um die Stadt gelegt, die die Stadt einschnürte. Die Rayongesetzgebung hatte Auswirkungen auf die Bewohnbarkeit der Stadt.

## Geschichte
Minden liegt an der Weserfurt nördlich der Mittelgebirgsschwelle am Eingang zur Norddeutschen Tiefebene. Die Mindener Furt ermöglichte es den Fluss Weser einfach zur überqueren, nächste Möglichkeiten bestanden dazu erst ein ganzes Stück flussaufwärts. In Minden kreuzten sich bedeutende Handelswege des Mittelalters. Daher war es schon immer von strategischem Interesse, diesen Übergang in Minden militärisch zu schützen. Militärhistorisch bot sich über lange Zeit eine Festung an, die es Gegnern erschweren sollte, die Stadt einzunehmen. Erst die Entwicklung der Artillerie sowie die Annexion des benachbarten Königreichs Hannover durch Preußen 1866 machte die Festung militärtechnisch überflüssig, die Festung Minden wurde aufgelöst.
Die Stadt wurde durch den Festungsgürtel eingeschnürt. Der einschließenden Ring schränkte gleichzeitig die Ausbreitung ein und in der Stadt gleichzeitig die Unterbringung der Soldaten sich erhöhte wurde im 19. Jahrhundert die Einwohnerdichte in der Stadt auf durchschnittlich 12,1 Personen pro Wohngebäude erhöht. In vergleichbaren Städten in Westfalen lag diese Zahl in der gleichen Zeit bei etwa 7,6.

## Der Ausbau der Festung Minden

### Die ältere Festung der Stadt Minden 1501–1618
Für das Jahr 1270 ist die erste vollständige Stadtmauer um die Stadt Minden nachweisbar. In der Zeit davor scheint es aber immer schon Stadtteile gegeben zu haben, die eine Stadtmauer hatten: So wird 1232 das Marientor erwähnt und ein kleines Wesertor, das zur Fischerstadt geführt haben muss.
Ab 1306 konnte die Stadt Minden sich selbst mit einem eigenen Rat und einem Bürgermeister verwalten und die bischöfliche Oberaufsicht ablegen. Der Mindener Bischof Gottfried von Waldeck verlegte seinen Bischofssitz von Minden vom Mindener Dom und der Domfreiheit nach Petershagen in das Petershagener Schloss. Zu den neuen Aufgaben der Bürgerschaft gehörten auch die Verteidigung und die Wehrhoheit.
Die Stadt Minden umgab bis dahin eine Stadtmauer, die mit einem davor liegenden Stadtgraben befestigt war. Vor dieser Stadtmauer wurden ab dem Jahr 1501 in einem Abstand von 10 bis 12 Metern neue Wälle angeschüttet. Der Verlauf der Wälle passte sich den mittelalterlichen Mauern an. Lediglich am Ufer der Weser wurden die Wälle weiter nach außen verschoben, sodass der Unterlauf des Flusses Bastau nun innerhalb der Festung verlief und Wasser in die Gräben liefern konnte.
Vor die alten Tore baute man im gleichen Abstand von 10 bis 12 Metern nach Stadtaußen ein weiteres befestigtes Tor. In dem Bereich zwischen dem inneren und dem äußeren Tor wurden Wehrtürme, sogenannte Zwinger, gebaut. Die Zwinger am Marien- und Simeonstor wurden 1521 fertig gestellt.
In der Höhe der heutigen Mindener Schlagde legte man das sogenannte Weserrondell an, weitere Rondelle wurden an den Eckpunkten des Weserabschnitts angelegt.
Der Wallgürtel war von nicht zu überschreitenden Gräben begleitet, die mit dem oben erwähnten Wasser geflutet wurden. Lediglich zwischen Hahler Tor und dem Marientor fiel der Verteidigungsgraben aufgrund der Hanglage trocken.
Die Weserbrücke wurde mit dem Wesertor gesichert und auf dem östlich gegenüberliegenden Ufer schützte ein Brückenkopf mit einem viereckigen Turm den Zugang zur Weserbrücke. An der weserseitigen Wallfront wurde ein Weserrondell in der Nähe der Weserbrücke neu angelegt.
In dem Wallgürtel waren einige wenige Bollwerke eingebaut, die meist an den Eckpunkten der Befestigung lagen. Im Wall selbst gab es einfache, turmartige Tore. Diese wurden außen durch neue Tore verstärkt, zwischen altem und neuem Tor waren Brücken als Verbindung gebaut.

#### Auseinandersetzung im 16. Jahrhundert
In der Fehde zwischen dem Mindener Bischof Franz II. von Waldeck und dem Herzog Heinrich von Wolfenbüttel wurde Minden zwischen dem 1. und 4. Mai 1553 durch ein Heer unter der Führung von Philipp von Wolfenbüttel erfolglos belagert. Lediglich die Vorstädte Marien- und Simeonsvorstadt wurden zwischenzeitlich eingenommen.
Als Konsequenz aus dieser Belagerung wurde die Festung weiter verstärkt und die beiden Vorstädte (Marien- und Simeonsvorstadt) außerhalb der Befestigung wurden abgebrochen. Vor die fünf Stadttore wurden kleinere Ravelins mit einem Vorgraben angelegt. Damit war der Zugang zu der Stadt nur noch über diese Vorwerke möglich. In der Höhe des Hahler Tors wurde eine sogenannte Hohe Batterie angelegt.

### Minden im Dreißigjährigen Krieg 1618–1648

Minden auf einem Kupferstich von Wenzel Hollar im Jahr 1657

Minden wurde während des ersten Teiles des Dreißigjährigen Krieges nicht in Mitleidenschaft gezogen. Erst 1625 verlagerten sich die kriegerischen Handlungen auch nach Westfalen. Damit wurde Minden jedoch sofort strategisch für die Kriegsparteien interessant, denn mit ihrem Besitz konnte die südlich gelegene Westfälische Pforte gesperrt werden.
Am 25. August 1625 wurde die Stadt von dem kaiserlichen Feldherrn Johann Tilly zur Kapitulation aufgefordert und anschließend von seinen Truppen besetzt. Die während der Reformation protestantisch gewordene Stadt wurde rekatholisiert und die Kirche in alten Funktionen wieder eingesetzt, Minden wurde wieder Bischofssitz. Bis zum Jahre 1634 blieb die Besatzung durch kaisertreue Truppen in der Stadt. Darunter litt die Stadt, die die Soldaten mitversorgen und Kontribution und Besatzungskosten bezahlen musste, schwer. Die Festung, bis dato durch die Stadt unterhalten, wurde nun durch die Besatzungssoldaten weiter ausgebaut.
Um 1630 wurde an der Nordseite der Stadtbefestigung der runde, aus Ziegelsteinen erbaute Hexenturm zwischen Festungsgraben und Festungsmauer errichtet. Hier fand sich im Wassergraben auch ein Wehr, welches die Wasserzufuhr zum Kumpgraben, dem nordöstlichen Teil des Festungsgrabens, und zur Stadtbeeke, die in die Stadt floss, regelte.
Unter Tilly wurden auch die Außenwerke am Fischertor abgeschlossen. Zudem wurden die Ravelins vor den Toren in Bastionen umgebaut.
1634 wurde die Stadt drei Wochen durch schwedische Truppen belagert. Dazu legten die Schweden die Wassergräben trocken und führten Laufgräben auf Kanonenschussweite an die Wälle heran. Im November 1634 kapitulierte die Stadt vor dem schwedischen Heer unter der Führung von Herzog Georg von Braunschweig-Lüneburg.
Die schwedischen Truppen blieben bis zum Abschluss des Westfälischen Friedens als Besatzer in Minden. Die Stadtbefestigung wurde in dieser Zeit weiter planmäßig ausgebaut, sodass sich die Bezeichnung „Festung Minden“ einbürgerte. Diese wurde 1650 an den Kurfürsten von Brandenburg abgetreten und Minden wurde brandenburgisch-preußische Garnisons- und Festungsstadt. Minden war am Ende des Dreißigjährigen Kriegs wirtschaftlich am Ende, die Bevölkerung größtenteils verarmt. Diese wirtschaftliche Situation veranlasste einen großen Teil der Oberschicht, die Stadt endgültig zu verlassen.

### Brandenburgisch-preußische Regierungsstadt (1650–1806)
Im Westfälischen Frieden von 1648 wurde das Fürstentum Minden mit seiner Landeshauptstadt Minden dem Kurfürsten von Brandenburg zugesprochen. Friedrich Wilhelm legte als erstes fünf Kompanien brandenburgische Soldaten in die Stadt. Minden, Mitglied der Hanse, versuchte sein eigenes Recht auf Besatzung und Verteidigung zu wahren, scheiterte aber und wurde in den brandenburgisch-preußischen Gesamtstaat integriert und von nun an fast drei Jahrhunderte vom Militär und den Beamten der Regionalbehörden bestimmt. Damit einher ging ein Verlust an wirtschaftlicher Bedeutung, da Minden nur noch die Funktion des militärischen Brückenkopfes an der Weser hatte. Die Regierung wurde 1669 vom Schloss Petershagen in die Stadt zurückverlegt und bezog den alten bischöflichen Hof. Er wurde bis 1906 benutzt. Die Festung wurde bis zum Siebenjährigen Krieg nur noch ausgebessert und erhalten.

### Minden im Siebenjährigen Krieg 1756–1763, die Schlacht bei Minden 1. August 1759
Im Siebenjährigen Krieg kam es zur Schlacht bei Minden. Die eigentliche Schlacht fand vor den Toren der Stadt statt, die Festung spielte keine eigene Rolle. Die Franzosen besetzten die Festung, nachdem sie durch Verrat über den Brückenkopf in die Festung eingedrungen waren und öffneten die Tore für die eigenen Soldaten.
Auf dem flachen Gelände westlich der Stadt kam es zur entscheidenden Schlacht gegen das preußische Heer und seine Verbündeten. Herzog Ferdinand von Braunschweig gewann diese Schlacht und konnte somit den Zugang der Franzosen nach Norddeutschland verhindern. Der Sieg bei Minden wird in der englischen Armee auch heute noch als Tag der Rosen gefeiert.
Die Festung war in den letzten hundert Jahren nicht mehr modernisiert worden. Daher war der Verteidigungswert auch nicht besonders hoch, im gesamten Siebenjährigen Krieg wechselte die Festung viermal den militärischen Besitzer.

### Minden als offene Stadt (1764–1807)
In der Zeit nach der Schlacht wurde die Festung formell durch den Preußischen König Friedrich II. nach einem Besuch der Stadt aufgehoben. Er zog damit die Konsequenzen aus dem militärischen Zustand der Festung, die nicht mehr als modern erachtet wurde. Die Festungsbauwerke wurden größtenteils geschleift und der Rest verfiel. Nur bei Baufälligkeit wurden die Mauern notdürftig geflickt. Die Stadt als Siedlungsfläche dehnte sich trotz der Auflösung der Festung nicht weiter aus. Bis 1800 bestand kein weiterer Platzbedarf für die Stadt, die sich weiterhin in den Grenzen der Festung entwickelte.

### Minden im französischen Königreich Westphalen (1806–1813)
Minden wurde im November 1806 von napoleonischen Truppen besetzt und gehörte mit dem ehemaligen Stift Minden von 1807 bis 1810 zunächst zum Königreich Westphalen und dann bis 1813 zum französischen Kaiserreich. In dieser Zeit wurden die Festungswälle wieder provisorisch aufgebaut und instand gesetzt. Die Simeonskirche wurde als Militärspital genutzt, St. Johannis und St. Mauritius als Militärmagazine. Napoleon Bonaparte nutzte die Weserfurt bei Minden im Russlandfeldzug. Nach der Völkerschlacht bei Leipzig verließen die französischen Truppen die Stadt und sprengten bei ihrem Abzug zwei Bögen der steinernen Weserbrücke.

### Minden als preußische Festung (1815–1873)
Unter dem Eindruck der 100-Tage-Regierung des aus dem Exil zurückgekehrten Napoleon und dem infolge des Wiener Kongresses 1814/15 mit der Rheinprovinz und der Provinz Westfalen erweiterten Staatsgebietes erließ der preußische König Friedrich Wilhelm III. sofort Order, die großen Städte neu zu befestigen.
Die Mindener Festung wurde von 1813 bis 1850 als preußische Festung ausgebaut. Sie sollte die preußischen Westprovinzen gegen das Königreich Hannover sowie den Weserdurchbruch an der Porta Westfalica absichern.
Dieser Wiederaufbau wurde von der in Minden 1816 eingerichteten Festungsbau-Direktion geplant und umgesetzt. Diese arbeitete dem Festungskommandanten zu, der vom König ernannt wurde. Erster Festungskommandant in Minden war Oberst Ernst Michael von Schwichow. Zunächst wurden 1814/15 bauliche Bestandsaufnahmen getätigt und die Reste der alten Festung vermessen. Dies wurde zur Grundlage von Neubauplänen gemacht.

#### Erste Ausbaustufe der preußischen Festung (1817–1821)
In der ersten Phase des Ausbaus zur preußischen Festung wurden die alten Teile der mittelalterlichen Festung abgerissen und so die Baufreiheit für den Festungsneubau geschaffen. Dazu wurden durch den Militärfiskus auch neue Grundstücke angekauft und teilweise auch bewohnte Häuser abgerissen, so zum Beispiel die Häuserreihe auf der Nordseite des Deichhofs.
Von 1817 bis 1821 wurden die Wälle, die Tore und die Kasematten erneuert und ausgebaut. Die Wälle waren viel höher als die alten Wälle. Die Höhe über dem vor den Wällen liegenden Straßenniveau (mittlere Deckschichtoberkante) betrug bis zu zehn Meter. Dieser Neubau der Festung orientierte sich an den äußeren Umrissen der alten Festung. Neben den Wällen wurden fünf Stadttore an den Hauptausfallstraßen geplant. Sie wurden in unterschiedlicher Bauweise ausgeführt, um die Militärtechnik zu berücksichtigen, und auch in Abstimmung mit den lokalen Gegebenheiten:
- Wesertor
- Hausberger Tor
- Simeonstor
- Königstor
- Marientor.

So entstand das Wesertor am alten Übergang über die Weser nach Osten. Südlich der Stadt befand sich in der Hausberger Front das Hausberger Tor auf dem Weg nach Barkhausen, westlich davon das Simeonstor. Im Westen der Stadt folgten das Königstor und im Nordwesten das Marientor.
Das Hausberger Tor, das Königstor und das Marientor waren dabei als Walltore ausgestaltet, denen an beiden Seiten des Tores Wachkasematten beigeordnet wurden.
Das Marientor lag im Nordwesten der Stadt am Übergang von Unter- und Oberstadt. In seiner Nähe stand die Marienkirche. Hier traf der Trockengraben der Oberstadt auf den wasserführenden Graben der Unterstadt. Das Tor wurde genau an dieser Kante gebaut, das stadtseitige Tor lag auf der Unterterrasse, der Torweg zur Feldseite musste die unterschiedliche Höhe der Terrassen überwinden. Er wurde deshalb hier in einem gebogenen Tunnel geführt. Zur Anlage des Marientors gehörte der sogenannte Schwedenturm. Er war bereits Bestandteil der älteren Mindener Stadtbefestigung gewesen. Umbaumaßnahmen führten dazu, dass er nun mit Erde eingedeckt wurde.
Das Simeonstor im Süden der Stadt wurde 1820 errichtet. Die gesamte Kehlfront des Generalabschnitts war als zweistöckiger Mauer ausgeführt. Dieser Bereich war nur zur Gewehrverteidigung ausgelegt. Zur Stadtseite hin war das Tor mit einer ausgewogenen Profilierung aufgebaut.
Das Wesertor schloss den Wall der Weserfront an der Flussseite im Norden ab und ermöglichte hier den Ausgang aus der Stadt zur Brücke über die Weser. Das Wesertor war als Kasemattentor ausgebildet und das einzige frei stehende. Nach drei Seiten war es zur Gewehr- und Geschützverteidigung ausgebaut und mit einer Erdschicht abgedeckt. Auf dieser Erdschichtabdeckung befand sich eine Plattform, die mit einer Schartenmauer umgeben war.
Am östlichen Ende der Weserbrücke auf dem rechten Weserufer wurde ein befestigter Brückenkopf eingerichtet. Er wurde ab 1813 in der Form des erweiterten Hornwerks des bastionären Schemas ausgebaut. Der Osterbach speiste seine Wassergräben. Vor der Kurtine lag ein schmaler Waffenplatz. Im Inneren des Hornwerks befanden sich auch zwei Blockhäuser. Der Brückenkopf verlor mit dem Ausbau der Bahnhofsbefestigung ab 1848/50 seine eigentliche Funktion.
Im Süden der Stadt wurden die neuen Anlagen der Kehlfront geplant. Sie wurde weit vor dem Generalabschnitt geplant und es entstand das Kronwerk der Hausberger Front. Hier wurde ein umfesteter Platz gebaut, der im Frieden als Exerzierplatz und im Kriegsfall als Lagerplatz genutzt werden konnte. Die Höhe des Walls betrug hier 9,25 m, der Graben hatte eine Tiefe von zum Teil sieben Metern.

#### Zweite Ausbaustufe – preußischer Klassizismus (1827–1840)

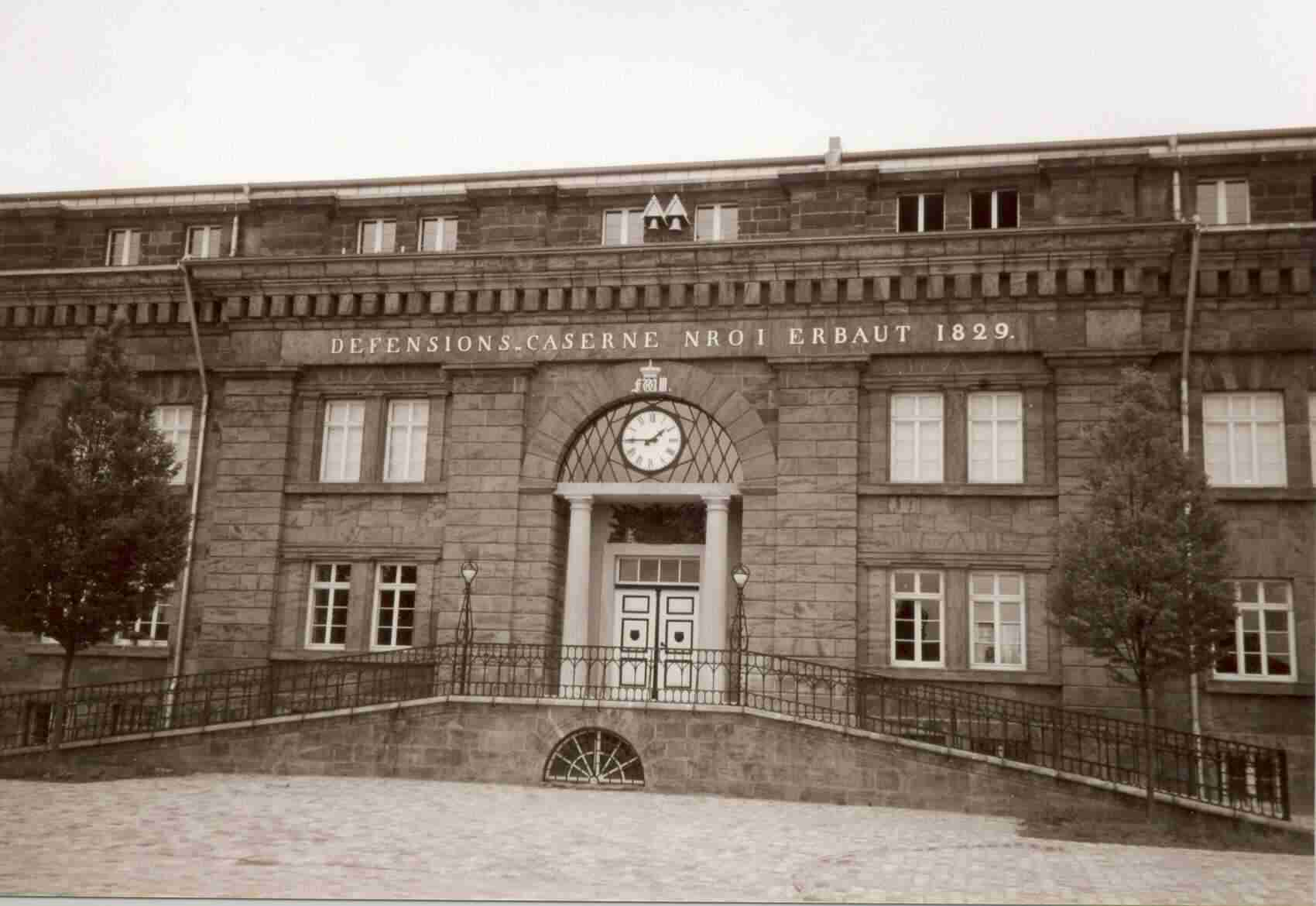
Defensionskaserne, heutiges Preußenmuseum

Die zweite Ausbaustufe der Mindener Festung ist geprägt vom Bau der innerstädtischen Großbauten:
- Defensionskaserne 1827–1829
- Lazarett 1829–1832
- Garnisonbäckerei 1832–1843
- Proviant und Körnermagazin 1835–1836.

#### Dritte Ausbaustufe – neupreußische Befestigungssysteme (1848–1863)
Die dritte Ausbaustufe war durch die Anlage des Mindener Bahnhofs auf der Ostseite der Weser und damit vor den Toren der Stadt geprägt. Diese Neuanlage außerhalb der Mindener Festung musste durch eine Erweiterung der Festung geschützt werden. Der Bahnhof lag auf einem Plateau, umgeben von drei Bachläufen. Hier wurde die Bahnhofsbefestigung von 1847 bis 1863 gebaut.

#### Vierte Ausbaustufe (1862–1873)
In einer letzten Baustufe wurden noch das Proviantamt in der Hohestraße von 1862 bis 1863 gebaut sowie ein Offizierskasino in der Kampstraße. Zusätzlich entstanden an der Marienstraße noch zwei Raufutterscheunen. Preußen annektierte 1866 das Königreich Hannover, womit die Festung Minden eigentlich überflüssig war.

### Aufhebung der Festung Minden

Auflösung der Festung Minden 1878, schraffiert dargestellt die Flächen die die Stadt Minden aufgekauft hat

Mit dem Reichsgesetz vom 30. Mai 1873 verordnete der König die Aufhebung der Festungen, also auch der von Minden. Jetzt setzten die Verhandlungen mit der Stadt Minden um die förmliche Übergabe der Festungswerke und den Kaufpreis der Grundstücke ein. Diese zogen sich bis zum 5. März 1879 hin. Durch die Rayongesetzgebung waren 600 Meter Fläche vor den Wällen nicht bebaut. 1884 waren dann auch die Wälle abgetragen. Die Bebauung der Freiflächen konnte beginnen. Zudem nutzte die Stadt die Gunst der Stunde und legte einen Grüngürtel, das sogenannte Mindener Glacis, auf dem alten Festungsring an.

## Bahnhofsfestung
Der gute Erhaltungszustand der Bahnhofsfestung ist in Deutschland als außergewöhnlich zu betrachten, zumal auch noch Betriebsbauwerke aus dem Eröffnungsjahr der Köln-Mindener Eisenbahn vorhanden sind. Diese Eisenbahngesellschaft stellte bereits 1847 eine Verbindung von Minden nach Köln her.
Von den drei Forts rund um den Bahnhof ist Fort C vollständig erhalten und darf als Musterbeispiel für die neupreußische Manier des Festungsbaus gelten. Es bewachte die Ausfahrt der Eisenbahn in Richtung Köln. Im Fort C befindet sich heute eine Außenstelle des Preußenmuseums. Zudem wird das Fort C von der 1. Bürgerkompanie des Mindener Bürgerbataillons im Rahmen des Mindener Freischießens als Kompaniequartier genutzt. Von den beiden anderen Forts sind nur noch die Reduits erhalten. Sie sicherten die Ausfahrten von Straßen und Eisenbahnen in Richtung Bremen, Hannover und Berlin. Sie werden heute als Büro- und Lagerräume genutzt.
Der Bahnhof Minden ist einer der wenigen Bahnhöfe Deutschlands, der sich trotz einiger Umbauten noch in seiner ursprünglichen Form von 1847 präsentiert. In seiner ursprünglichen Konzeption diente er als Umsteigebahnhof zwischen der Köln-Mindener Eisenbahn und der Hannoverschen Staatsbahn. Weil diese Funktion ab 1866 nicht mehr notwendig war, konnte der Bahnhof die weiteren Verkehrszuwächse verkraften und brauchte niemals durch ein größeres Bauwerk ersetzt zu werden.
Nach der preußischen Annexion des Königreichs Hannover im Jahre 1866 hatte die Festung ihre Daseinsberechtigung verloren und wurde 1873 aufgegeben. Die meisten Festungsanlagen wurden in den folgenden Jahren geschleift.

## Erhaltene Bauwerke der ehemaligen Festung
| Bild                  | Bezeichnung                                                          | Lage                                          | Beschreibung | Bauzeit | Eingetragen seit   | Denkmal- nummer |
| --------------------- | -------------------------------------------------------------------- | --------------------------------------------- | --- | ------- | ------------------ | --------------- |
| weitere Bilder        | Gelände Fort A und Reduit                                            | Festungsstraße Karte                          | |         |                    | 593             |
| weitere Bilder        | Fort B                                                               | Pionierstraße Karte                           | |         |                    | 264             |
| weitere Bilder        | Fort C                                                               | Rechtes Weserufer Am Fort C Karte             | |         |                    | 67              |
| weitere Bilder        | Hauptbahnhof                                                         | Viktoriastraße Karte                          | |         |                    | 275             |
| BW                    | Bahnhofsbefestigung                                                  | Hafenstraße / Viktoriastraße Karte            | |         |                    | 687             |
| BW                    | Reste des Festungstores an der Ausfahrt der Köln-Mindener Eisenbahn. | Karte                                         | |         |                    |                 |
| weitere Bilder        | Bahnhofskaserne                                                      | Friedrich-Wilhelm-Straße 15 Karte             | ehemals Kaserne des Infanterie-Regiments Nr. 15; dreiflügliger Backsteinbau, dreigeschossig mit viergeschossigen Ecktürmen | 1869    |                    | 427             |
| weitere Bilder        | Flankenbastion                                                       | Rechtes Weserufer Am Alten Weserhafen 2 Karte | |         |                    | 412             |
| BW                    | Grundriss des Stadtquartiers Brückenkopf (Minden).                   | Karte                                         | |         |                    |                 |
| weitere Bilder        | Glacisanlagen in Minden                                              | Innenstadt Glaciswege Karte                   | |         | 9. Februar 2017    | 720             |
| BW                    | Stadtmauer Fischerstadt                                              | Oberstraße Karte                              | |         |                    | 631             |
| BW                    | Reste der mittelalterlichen Stadtmauer                               | Rodenbecker Straße Karte                      | |         |                    | 596             |
| BW                    | Reste der Neubefestigung                                             | Rodenbecker Straße Karte                      | |         |                    | 597             |
| BW                    | Sandsteinmauer der ehem. Bastion II                                  | Klausenwall 14 (Bastion II) Karte             | |         |                    | 598             |
| weitere Bilder        | Schießmauer                                                          | Weserstraße Karte                             | |         |                    | 68              |
| BW                    | Wall- und Mauerreste                                                 | Schwichowwall 2 Karte                         | |         |                    | 387             |
| weitere Bilder        | Kriegspulvermagazin Nr. 1                                            | Königswall 26 Karte                           | |         |                    | 421             |
| weitere Bilder        | Ehem. Garnisonlazarett                                               | Portastraße 9 Karte                           | | 1829    |                    | 132             |
| BW                    | Ehem. Offizierskasino                                                | Königstraße 60 Karte                          | | 1905    |                    | 81              |
| Ehem. Offizierskasino | Ehem. Offizierskasino                                                | Johansenstraße 1 Karte                        | |         |                    | 320             |
| Heeresbäckerei        | Heeresbäckerei                                                       | Martinikirchhof 7 Karte                       | |         |                    | 404             |
| weitere Bilder        | Proviantmagazin                                                      | Martinikirchhof 6a Karte                      | |         |                    | 89              |
| BW                    | Zeughaus                                                             | Pauline-von-Mallinckrodt-Platz 6–8 Karte      | |         |                    | 377             |
| BW                    | ehem. Infanterie-Kaserne                                             | Grille 11 Karte                               | |         |                    | 494             |
| weitere Bilder        | Defensionskaserne mit dem heutigen Preußen-Museum                    | Simeonsplatz 12 Karte                         | | 1829    |                    | 313             |
| weitere Bilder        | Ehemalige Artilleriekaserne                                          | Innenstadt Artilleriestraße 9 Karte           | |         | 29. September 1994 | 488             |

## Festungskommandanten und Gouverneure
Die Gouverneursposten waren oft Versorgungsposten. Die tägliche Arbeit wurde von den jeweiligen Kommandanten gemacht.

### Preußische Gouverneure
- 1650 Caspar von Potthausen, Generalwachtmeister
- 1656 Christoph von Kannenberg, Generalleutnant
- 1673 Wolfgang Ernst von Eller, Generalmajor
- 1681 Johann Anton von Zieten, Generalmajor
- 1690 Freiherr Friedrich von Heyden, Generalleutnant
- 1692 Freiherr Philipp Karl von Wylich und Lottum, Generalleutnant, später Gouverneur von Wesel
- 1698 Herzog Friedrich Ludwig von Holstein-Beck, General der Kavallerie später Gouverneur von Königsberg

### Preußische Kommandanten
- 1673 von Volkersen
- 1676 Moritz von Kanne, Oberstleutnant
- 1679 Johann Anton von Zieten, Oberst, später Gouverneur
- 1682 Bernhard de Huet, Oberstleutnant, später Kommandant von Magdeburg
- 1688 Magnus Friedrich von Horn, Brigadier, später Gouverneur von Geldern
- 1705 Stephan Matthaeus du Vulson, Brigadier
- 1718 Peter de Sibleyras du Clos, Oberst[18]
- 1744 Ernst Schönburg von Bornstedt, Oberst[19]
- 1749 Ernst Ludwig von Borcke, Oberst[20]

Nach der Wiederbesetzung der Festung durch die Preußen übernahm Kaspar Friedrich von Rentzel am 18. September 1813 das Amt des Kommandanten. Am 17. März 1815 wurde der Oberst Johann August Friedrich Hiller von Gärtringen sein Nachfolger. Ernst Michael von Schwichow war Festungskommandant vom 31. März 1815 bis zum 20. September 1818. Nach seiner Versetzung nach Graudenz wurde er auf Bitten der Stadt Minden erneut zum Festungskommandanten ernannt und war in dieser Funktion vom 8. Juli 1819 bis zu seinem Tod am 28. Mai 1823 in Minden tätig, von 1823 bis 1827 dann der Oberst Carl Philipp Wilhelm von Rango. Robert Ilgner war Kommandant vom 20. Januar 1850 bis zum 8. Januar 1864. 1870 wurde der Generalmajor Robert von Boswell Kommandant von Minden.